# Stadion Čukarički
Stadion Čukarički ili Stadion na Banovom brdu je višenamjenski stadion u Beogradu, u Srbiji. Najčešće se koristi za nogometne utakmice i na njemu svoje domaće utakmice igra FK Čukarički, nogometni klub iz Beograda. Kapacitet stadiona je trenutno oko 4.070 gledatelja, ali u planu je i dalje velika obnova i proširenje stadiona. U lipnju 2013. je počela izgradnja nove zapadne tribine, na mjestu nekadašnje vip i novinarske lože, kao i postavljanje reflektora. U budućnosti se planira izgradnja i sjeverne tribine. Projekt za ovaj stadion je već završen.